# Jonjoe Kenny
Jonjoe Kenny (ur. 15 marca 1997 w Liverpoolu) – angielski piłkarz występujący na pozycji obrońcy.